# Transverberação
Transverberação (do latim transverberare, isto é, trespassar) ou assalto do Serafim ou, quando se manifesta externamente, ferida de amor, indica, na mística Igreja Católica, a trespassação do coração com um objecto cortante (flecha ou lança), por uma criatura angelical ou pelo próprio Cristo. Não deve ser confundida com os estigmas ou chagas da alma, tanto pela localização diferente no corpo como porque seria acompanhada pela visão do autor da ferida e pela dor moral e física. Segundo São João da Cruz, trata-se de uma cauterização mística entre a Trindade e a pessoa, comparando-a a uma purificação amorosa. Na teologia e espiritualidade católica, a transverberação é considerada um dom espiritual dado às pessoas que alcançam uma união mística com Deus, que consiste numa "ferida espiritual no coração" dada como um sinal do amor mais profundo do místico por Deus.
O êxtase religioso é um tipo de estado alterado de consciência caracterizado por uma consciência externa bastante reduzida e, segundo relatos, uma consciência mental e espiritual interior expandida, frequentemente acompanhada de visões e euforia emocional (e às vezes física). Embora a experiência dure pouco tempo, há registos deste tipo de experiências que duram vários dias, e de experiências recorrentes de êxtase durante a vida de uma pessoa.
No sufismo, o termo é chamado de wajd. Entre os casos mais famosos está o de Santa Teresa de Ávila, cujo coração foi trespassado durante um êxtase por um anjo (querubim) com uma flecha flamejante (conforme retratado na famosa escultura de Bernini).